# Традиційне азербайджанське килимарство

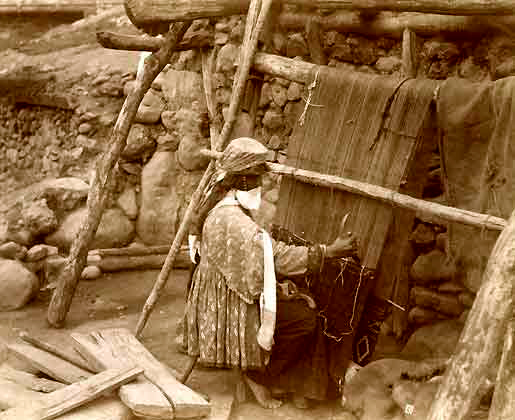
Азербайджанка тче килим. Початок XX століття.

Традиці́йне азербайджа́нське килимарство (азерб. Ənənəvi Azərbaycan xalçaçılıq sənəti) — ручне виробництво азербайджанського килима ворсового і безворсового типів, що відрізняється різноманітністю розмірів, щільністю текстури, візерунки якого характерні для багатьох областей килимарства в Азербайджані.

## Процес

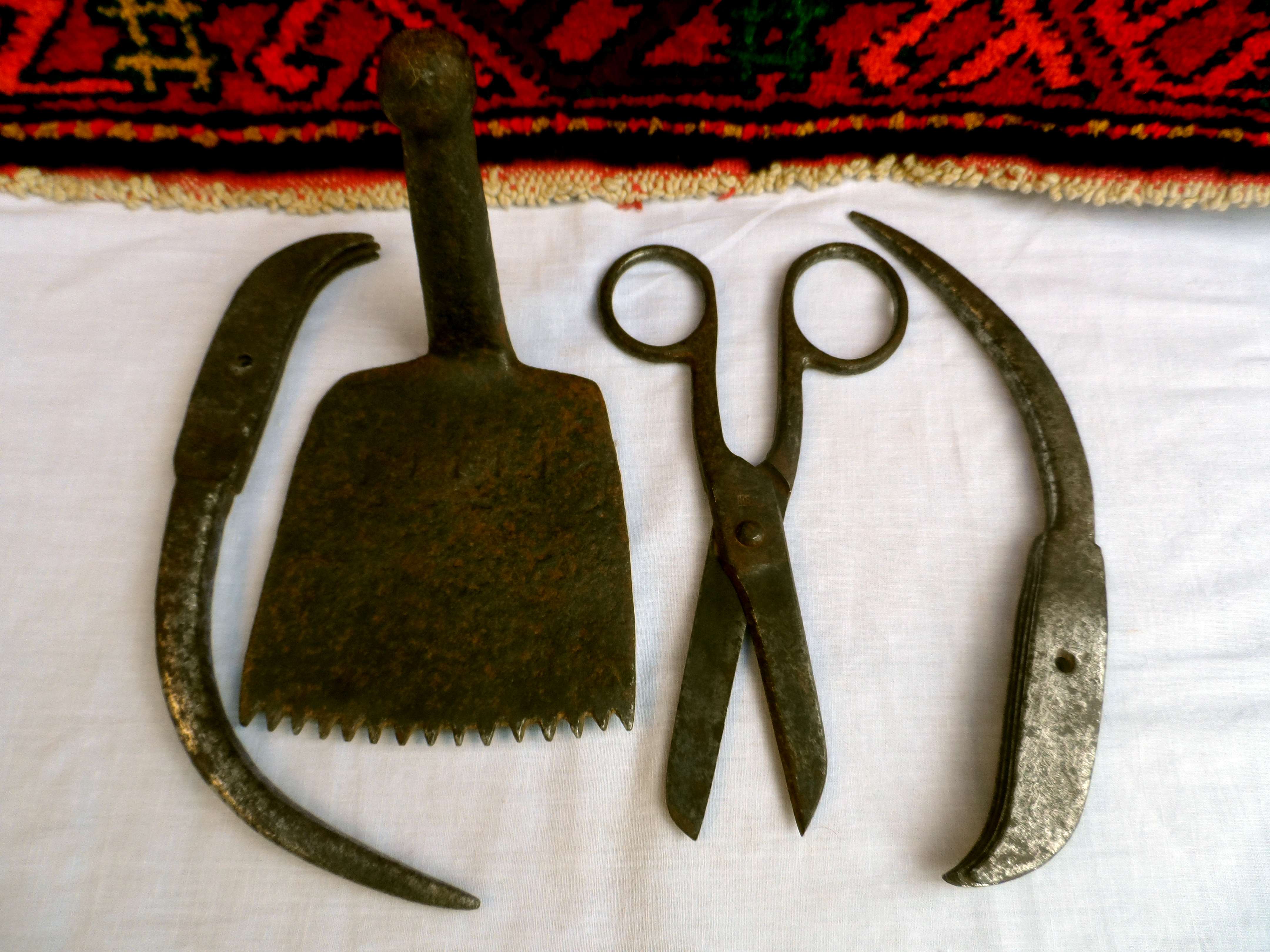
Інструменти для ткання азербайджанських килимів.

За технікою виготовлення та фактури азербайджанські килими поділяються на два різко відмінних види: безворсні («паласи», «джеджими», «сумахі», «килими», «зілі», «верні» тощо) та ворсові (великі — «халі» і порівняно дрібні — «халча»). Іранський вчений-мистецтвознавець Карім Мірзаї у своєму нарисі «Азербайджанський килим від Дербента до Сарбанда через Шахсевенів», досліджуючи на основі праць Яна Беннета, Лятіфа Керімова та Ніколаса Фоккера вплив етнографічної групи азербайджанців-шахсевенів на розвиток килимарства в Азербайджані, починаючи з XVII століття, наводить таку типову градацію азербайджанських килимів на основі техніки виконання: тип «Борчали-Газак»; тип А — кубинський килим «гюмюль»; тип А-1 — «муганський килим»; тип А-2 — «занджанський килим»; тип А-3 — «сарбандський килим»; тип Б — «шушинський ханський килим»; тип Б-1 — «тебризький килим»; тип Б-2 — «сарбандський тебризький килим»; тип В — «кубинський алпанський килим»; тип В-1 — «зенджан-алпанський»; тип Г — «дербентська бута».
Килимарство є частиною сімейної традиції, яка передається як усно, так і під час практичних занять. Навесні і восени чоловіки стрижуть овець, поки навесні, влітку і восени жінки збирають барвники, прядуть і фарбують пряжу. Ткацтво здійснюється протягом зими жінками — членами великої родини, дівчата навчаються у своїх матерів і бабусь, а невістки допомагають своїм свекрухам. Килим виробляється на горизонтальних або вертикальних верстатах з використанням різнокольорової вовни, бавовни або шовкових ниток, пофарбованих натуральними барвниками. Застосовуючи спеціальні методи, щоб створити ворсові килими, ткачі зав'язують ворсову пряжу навколо нитяної основи; безворсові килими виготовляються по-різному, коли переплітаються тканини з різноманітними візерунками. Різка готових килимів із ткацького верстата — надзвичайно важлива процедура.
Славу ткачів, здатних виткати килими будь-якої якості і складності, починаючи від простих вовняних, закінчуючи складними шовковими килимами, здобули азербайджанські килимоткачі Тебриза.

## Килимарство в житті суспільства

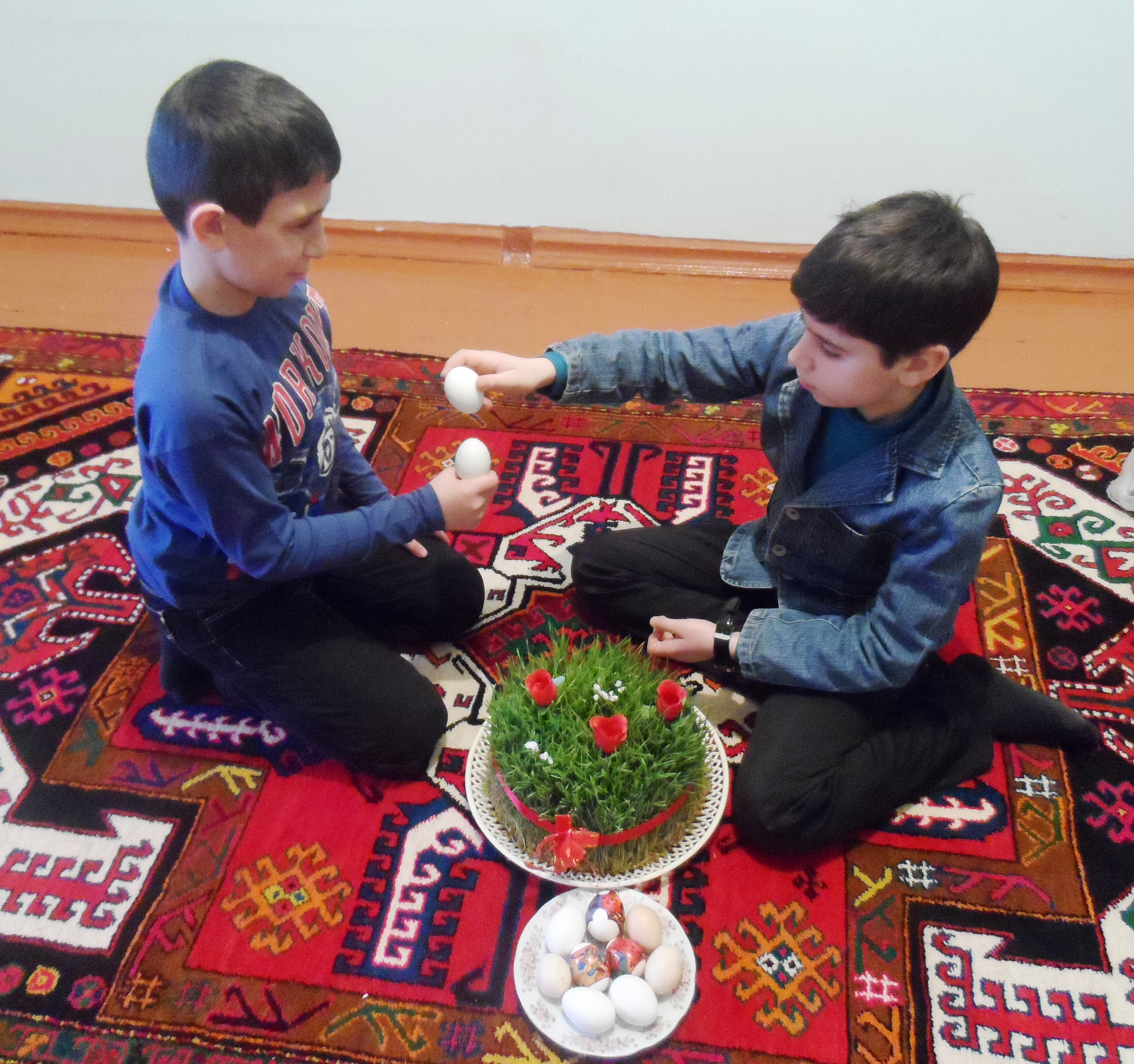
Азербайджанські діти грають на килимі під час свята Навреза.

Килимарство тісно пов'язане з повсякденним життям і звичаями суспільства. Так, дівчатка, сидячи на килимах, ворожать і співають традиційні пісні на свято Наврез. Килим широко використовується для прикраси меблів і домівки, а також спеціальні килими тчуть для лікувальних цілей, для весільних церемоній, при народженні дитини, для траурних ритуалів і молитов. У більшості будинків, в основному, у вітальнях, а також у спальнях килими вішаються на стіни, на підлогу ж, відповідно до традицій, стеляться маленькі килими і паласи.
У минулому килимарством займалися практично в кожній азербайджанської сім'ї. Це мистецтво настільки цінувалося в народі, що ті, хто приходили сватати дівчину, обов'язково запитували, чи вміє вона ткати килим.

## У списку Світової спадщини
16 листопада 2010 на одному з засідань Міжурядового комітету ЮНЕСКО зі збереження нематеріальної культурної спадщини, що відбувалися з 15 по 19 листопада в Найробі під головуванням Оле Якова Міарон із Кенії, традиційне мистецтво ткання азербайджанських килимів в Азербайджані було внесене в репрезентативний список нематеріальної культурної спадщини людства.